# Glô na Rua
Glô na Rua é a cobertura do carnaval no Brasil feita pela TV Globo. Realizada anualmente desde 2023, a cobertura se diferencia do Globeleza, com esta sendo mais voltada aos carnavais de rua nas cidades de Belo Horizonte, São Paulo, Rio de Janeiro, Recife e Salvador. É apresentado atualmente por Rita Batista.

## História

### 2023
A primeira edição foi apresentada por Rita Batista e Érico Brás e foi exibida entre os dias 18 e 21 de fevereiro, trazendo flashes ao vivo dos carnavais de rua de São Paulo, Rio de Janeiro, Recife, Salvador e Florianópolis. O especial era exibido na faixa vespertina da Globo.

### 2024
A segunda edição contou apenas com a apresentação de Rita Batista e foi exibida entre os dias 10 e 13 de fevereiro, cobrindo novamente os carnavais de rua de cinco capitais brasileiras. A novidade foi a criação do concurso de fantasias, onde pessoas maiores de 25 anos enviam as suas fotos fantasiadas, acompanhadas de um documento de identificação e apenas nove são selecionadas para a semifinal em uma votação popular, sendo divididas em fases, onde as três melhores fantasias disputam a grande final, ganhando um prêmio em dinheiro. Assim como a temporada anterior, também foi ao ar no horário vespertino. Além disso, a TV Globo Minas criou uma versão local do especial, que era exibida no lugar da nacional.

### 2025
A terceira edição manteve a apresentação de Rita Batista e estreou no dia 22 de fevereiro, há uma semana antes do período oficial do Carnaval, sendo gerada diretamente do circuito de rua de Salvador, ficando no ar até o dia 4 de março. A novidade foi a expansão da cobertura do carnaval de rua, passando a ser em dez estados brasileiros, além da incorporação das transmissões locais do O Homem da Meia-Noite e do Galo da Madrugada ao especial através da TV Globo Pernambuco, e da criação da Central dos Blocos, se concentrando nas cidades de São Paulo, Rio de Janeiro, Florianópolis, Vitória, Goiânia, Brasília, Salvador, Recife, Manaus e Belo Horizonte. Ao contrário das edições 2023 e 2024, essa temporada foi reduzida para apenas flashes ao vivo durante toda a programação da TV Globo no horário das 9h ás 19h, deixando de ser veiculada exclusivamente nas tardes do período carnavalesco.